# یان پروشینوفسکی
یان پروشینوفسکی (چکی: Jan Prušinovský؛ ‏تلفظ در چکی: [ˈjan ˈpruʃɪnovskiː]؛ زادهٔ ۳ ژوئیهٔ ۱۹۷۹) فیلم‌نامه‌نویس و کارگردان فیلم اهل جمهوری چک است.
از فیلم‌ها یا مجموعه‌های تلویزیونی که وی در آن‌ها نقش داشته‌است، می‌توان به ستاره چهارم، سبزه‌مار و کبرا و لیگ محلی اشاره نمود.